# ペサパッロ
ペサパッロ（Pesäpallo）は、野球がフィンランドにおいて変化したスポーツである。英語ではFinnish Baseball（フィンランド式野球）とも呼ばれる。

## 概要
フィンランドの元陸上選手の政治活動家、ラウリ・ピカラ（ラウリ・"タハコ"・ピヒカラ）がアメリカ合衆国で見た野球をもとにフィンランド向けにルールを改良して考案され、1922年に最初の試合が行われた。
フィンランドでは学校教育などに採り入れられており、2018年現在、競技レベルで約1万6500人、趣味レベルでも5万～6万人が日常的にプレーしている。

### 日本におけるペサパッロ
日本では、1986年に札幌にペサパッロ同好会が立ち上がり、ルールブックを日本語に翻訳するなどの活動が行われる。1991年にはフィンランドの高校生のペサパッロチームを1カ月間にわたって北海道に招き、練習試合や交流を重ねた。
1992年と1997年には札幌にペサパッロ同好会メンバーを中心にワールドカップに参加。しかし、結果は振るわずに終わり、それ以降ワールドカップには参加していない。

## ルール

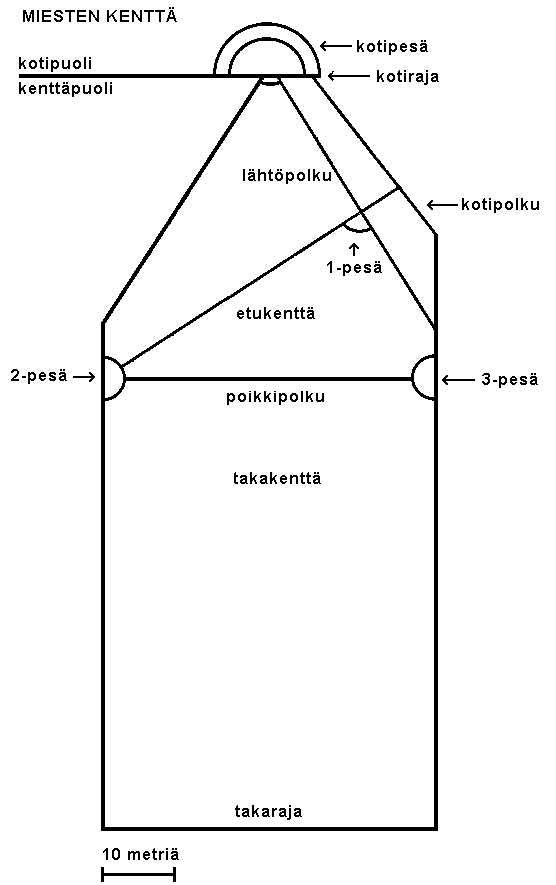
競技場。図の上部の半円がホームベース、1 Pesäと書かれた部分が1塁である。3塁ランナーはラインの外側を回るようにしてホームに戻ってこなければならない。

### 競技場
元々フィンランドでは公式な野球場が存在せず、サッカー用の球技場を使って試合が行われた。そのため、フィールドはホームベース付近だけ三角形になっているが、基本的には長方形のグラウンドとなっている（右図参照）。

### ホーム・ベースの配置
通常の野球とは異なり、3塁と本塁のほぼ中間位置に1塁がある。そして通常の野球で1塁がある場所に2塁があり、3塁は通常の野球とほぼ同じ位置にある。1塁の位置が近いためランナーが出やすく、長打力よりもバントや単打が要求されやすい。
三本間の中間位置に1塁があるため、3塁から本塁への進塁は三本間の外側に引かれているもう１本のラインに沿って進む。通常の野球で本塁がある位置にホームプレートが置かれているが、ホームプレートを中心点とする半円の領域がホームベースエリアとなっており、ここに入ればホームインとなる。
塁間の距離は、本塁から一塁までは20メートルと野球と比較して短いものの、一、二塁間が32メートル、二、三塁間は36メートル、三、本塁間は41メートルと野球と比較してかなり長く、走者はヘッドスライディングを試みることが多く、クロスプレイが多発する。

### 競技人員
通常の野球と一緒で1チーム9人だが、ジョーカー（後述）を含めると12人となる。なお、守備位置に立つ場合はショートと外野が2名ずつとなる（野球ではショートは1人、外野3人）。

#### ジョーカー制度
ジョーカーは得点圏の場面等確実なヒットが欲しいときに通常の打順の間に割り込ませることが出来る打撃専門選手で、1イニング2名まで利用できる。この場合はユニフォームを区別して出場する。ジョーカーは打者専業の選手であるが、野球の指名打者制度よりは代打に近い。

### 打者のルール
野球と同様、1打席3ストライクのルールがあるが、野球とは異なり初球および2球目の場合、ヒット（フェアー打球）を打ったとしてもすぐに走らないで、そのまま打席に残ってランナーを進塁させることが出来る。ただし3球目は必ずファウル打球以外の場合は打者走者として進塁しなくてはいけない（つまり振り逃げも認められる）。ファウル打球の時は打者はアウトとなる。

### 投手のルール

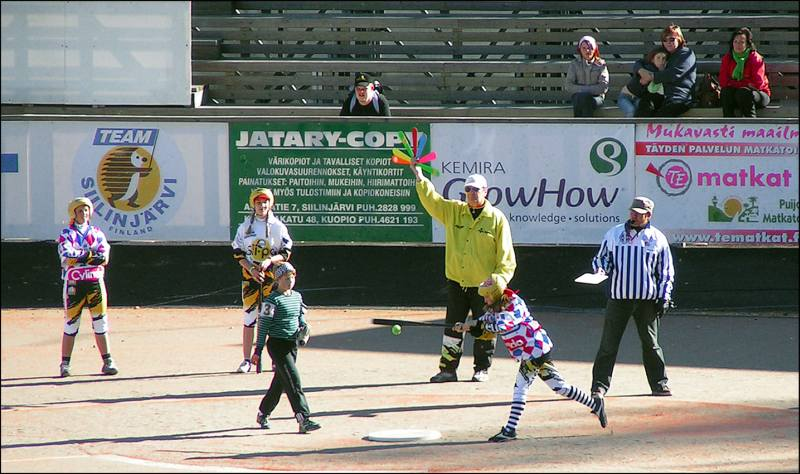
競技風景。緑のシャツを着た選手が投手である。

投手は左打者の時は打席の左側、右打者の時は右側に（野球の投手のように打者からある程度の距離を取るのではなく、すぐ側に）それぞれ立ってグラブを上、ボールを下にした状況でセットアップポジションを取る。一旦肩の高さのところまで達したら動作を止めてボールを上にトスする。
投手がボールを上げて、投手の頭上1m以上上がってホームプレートの上に落ちるか、打者が打つ動作をするときは全てストライク。打者が打つ動作をしないでホームプレートから外れてしまうとボールとなる。
ボールはランナーがいない場合は1ボールでもすぐに出塁できるが、出塁せずに連続3ボールをすると2塁に進塁可能。ランナーがいる場合は同一打者に2ボールを与えると先頭のランナーには1つの進塁が認められる。

### フェアとファウルの判断
フィールド外にノーバウンドで飛び越えた場合、外野であってもホームランではなくファウルとなってしまう。また1・2塁のベースの手前であっても、フェアーゾーンに一度落下した場合はファウルゾーンに転がってもフェアーとなる。

### 走塁と得点
打者走者はまず1塁へ伸びる2本の白線の間を走って、1塁への到達が打球が1塁に送球されるより早ければセーフ。以後は基本的に通常の野球とほぼ同じ。ただし、ランナーは一旦離塁したら帰塁することが出来ず、そのため塁上でのアウトはすべてフォースプレイが認められる。3塁走者は特別で、塁上で待機するのではなく、3塁からファウルゾーン方向に引かれた白線に片足を置いて陸上競技の短距離走のようにクラウチングスタートの状態でタイミングを待つ。そして野手からの本塁への送球より3塁走者の本塁への到達が早ければホームインと認められる。3塁走者は投手の投球前に離塁する（正確には3塁の脇に引かれた白線を越える）と、（ボールを持った投手が本塁上にいるので）即アウトになってしまう。
また、打者が3塁打を放つとホームランと認められ1点を獲得でき、さらに3塁走者として残ることが出来る。つまり野球のランニングホームランのように一気にホームまで走れば都合1人で2点獲得できるため「1人2ランホームラン」も可能といえる。ホームランを打った打者は3塁ベースで祝福を受けるという。

### ウンデット
ペサパッロならではのルールとしてウンデットというものがある。野球と同様、フライをノーバウンドで野手が捕球した場合は走者は野手が打球に触れるまで進塁を試みることが出来ない。この場合に限り走者は離塁しても野手が捕球をするまでは帰塁が認められるが、野手の捕球までに帰塁が出来なかった場合は走者としての権利を失ってしまう（この状態をウンデットという）。ただし即アウトというわけではなく、次の塁にアウトにされることなく到達できれば、アウトカウントを増やすことなく走者の権利を失うだけで済む。このルールのため、攻撃側は強気にヒットエンドランを仕掛けることができ、また、足の遅い走者をアウトカウントを増やすことなく取り除いて次の攻撃に備えることができる。
ところで、例えば走者1，2塁のときに1塁走者がウンデットになったとしても2塁走者に進塁義務はないが、ウンデットにならなかったら1塁走者が離塁してしまっているため2塁走者にも進塁義務が発生する。そのため守備側は攻撃側のウンデット狙いの意図を読んで、わざとフライを捕球せずウンデット狙いの走者を生かして、その前にいる走者のフォースアウトを狙うなどの戦略を立てることもある。
また、ウンデットが続いて、得点が1点も入ることなく打者が1巡してしまった場合は、アウトカウントにかかわらずチェンジとなる。

### 勝敗の決定法
試合は4イニングスごとの前後半という形を取っている。前半と後半の攻撃の前に15分間のハーフタイムが取られる。4イニングずつ終了時点の合計得点でポイント獲得チームを決定する。
1-1の同点の場合は延長戦1イニングを行い、そこでも決着が付かなければ「スコアリング・コンテスト」というサッカーのPK戦のようにあらかじめ3塁にランナーを置いて5人の打者が打席に立って何人得点を稼げるかで勝敗を決する。